# Kingston upon Hull
Hull, officieel Kingston upon Hull of Kingston upon Hull, City of, is een Britse unitary authority met de officiële titel van city en het is een district, gelegen op de noordoever van de rivier de Humber en aan beide zijden van de rivier de Hull, die in de Humber uitmondt. De stad (city) wordt omgeven door de East Riding of Yorkshire, maar heeft zelfstandig lokaal bestuur. De gemeenteraad (council) wordt Hull City Council genoemd. Het bevolkingsaantal bedroeg 268.852 personen in 2022.

## Geschiedenis
De oorspronkelijke nederzetting Wyke of Wyke upon Hull werd waarschijnlijk gesticht bij het cisterciënzer klooster van Meaux een paar kilometer verder stroomopwaarts aan de rivier de Hull om een haven voor de distributie van de wol van het klooster te hebben. In de periode van de Schotse onafhankelijkheidsoorlogen was uit strategisch oogpunt een versterkte haven ten zuiden van de Schotse grens noodzakelijk. Koning Eduard I van Engeland stichtte daarom hier een nieuwe stad. Dit was  'the King's town upon Hull'  of Kingston upon Hull. Het bijbehorende royal charter, gedateerd 1 april 1299 wordt bewaard in de Guildhall-archieven in Hull.
Hull was een belangrijke haven in de late Middeleeuwen en haar kooplieden handelden met havens tot in Noord-Duitsland, de Baltische streek en Nederland. Wol, stoffen en huiden werden geëxporteerd en hout, wijn, bont en kleurstoffen geïmporteerd.
De dichter Andrew Marvell groeide op in Hull, maar zat in 1640, 13 jaar oud, op college in Cambridge toen zijn vader verdronk in de Humber. Omstreeks 1650 zet hij in het gedicht To His Coy Mistress een klaaglied bij de getijden van de Humber naast robijnen aan de oever van de Ganges.
Thou by the Indian Ganges' side
Shouldst rubies find: I by the tide
Of Humber would complain.
Van 1659 tot zijn dood in 1678 was Marvell het parlementslid of member of Parliament voor Hull, tijdens de Commonwealth van Cromwell alsook na de Restauratie van de monarchie.

## Bezienswaardigheden
De stad heeft een uitgebreid museum- en toeristencentrum met onder andere Wilberforce House, waarin onder andere het Hull en East Riding Museum, de Ferens Art Gallery, het Maritime Museum, Streetlife en Transport Museum, het Spurn Lightship, het Arctic Corsair en het Deep Aquarium te vinden zijn. Andere bezienswaardigheden zijn de Queens Gardens en de Humber Bridge, de op twee na langste single-span-hangbrug ter wereld.
Hull heeft geen kathedraal, wat ongebruikelijk is voor een historische Engelse stad. De Holy Trinity kerk is echter de grootste parochiekerk in Engeland, gemeten naar  het vloeroppervlak.
De University of Hull is de universiteit van Hull. De tweede universiteit, de University of Humberside is in 1996 verhuisd naar Lincoln en heet nu University of Lincoln. Veel van de studenten van de University of Hull wonen in dorms en houses of residence in het nabij Hull gelegen plaatsje Cottingham.

## Transport en economie
Hull ligt aan de monding van de rivier de Humber aan de Noordzee. Vanuit Hull zijn er goede verbindingen over de weg verder Engeland in, naar Leeds via de A63 en naar Liverpool via de M62 autosnelweg.
Deze twee wegen maken onderdeel uit van de Europese route E20.
Voor de verbinding met het gebied ten zuiden van de Humber is er de Humber Bridge. Deze brug is gebouwd tussen 1972 en 1981. Bij de oplevering van de brug was het de langste brug met een enkele overspanning ter wereld. In 2006 stond de brug op de vijfde plaats.
In 2007 werd het vernieuwde station Paragon Interchange Hull voor trein- en busreizigers in gebruik genomen. Het is een kopstation. 24.000 mensen maken op werkdagen gebruik van het station. Er zijn verbindingen met Londen, Leeds, Manchester en naar Schotland. Ook zijn er lokale verbindingen.
De stad is een centrum voor voedselverwerking. In 2017 was Hull culturele hoofdstad van het Verenigd Koninkrijk.

### Haven

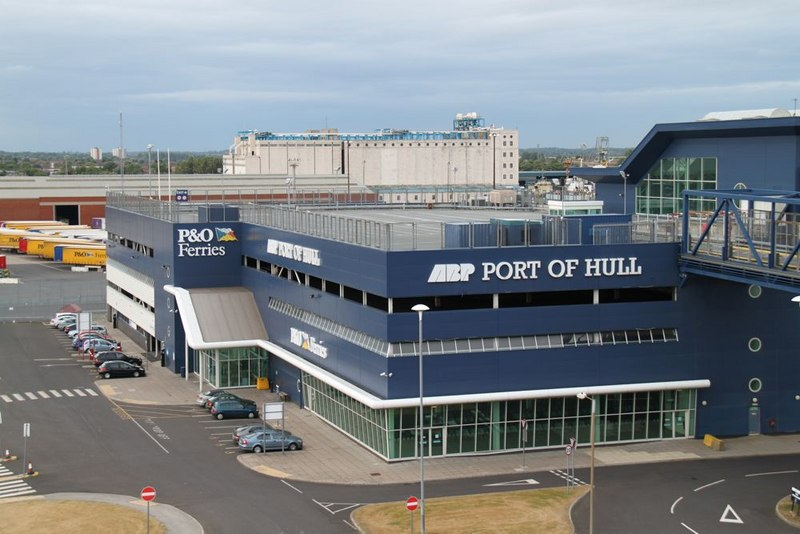
Haven van Hull

Door de ligging aan de monding van de Humber en de directe toegang tot de Noordzee heeft Hull een drukke haven. Er is een dagelijkse roll-on-roll-off veerverbinding met Rotterdam (Europoort), Hoek van Holland en Zeebrugge op het vasteland van Europa. De verbinding met Zeebrugge werd in dienst genomen in 1972.  In 2020 werd de beëindiging van de verbinding aangekondigd.

## Stedenbanden
- Reykjavik (IJsland)
- Rotterdam (Nederland), sinds 1936

## Bekende inwoners van Kingston upon Hull

### Geboren
- William Wilberforce (1759-1833), politicus, mensenrechtenactivist
- Ebenezer Cobb Morley (1831-1924), sporter, zakenman en advocaat
- Thomas Somerscales (1842-1927), kunstschilder
- Alfred Hollins (1865-1942), organist en componist
- Joseph Groves Boxhall (1884-1967), zeeman en fourth officer op het schip Titanic
- George Goulding (1885-1966), snelwandelaar
- J. Arthur Rank (1888-1972), industrieel en filmproducer
- Amy Johnson (1903-1941), pilote
- Geoffrey Dummer (1909-2002), elektrotechnicus
- Francis Durbridge (1912-1998), toneelschrijver
- Ian Carmichael (1920-2010), acteur
- Patricia Bredin (1935-2023), actrice en zangeres
- Thelma Hopkins (1936-2025), atlete
- Tom Courtenay (1937), acteur
- Norma Waterson (1939-2022), muzikante
- Phillip Goodhand-Tait (1945), singer-songwriter, producer en keyboardspeler
- Mick Ronson (1946-1993), gitarist en muziekproducent
- Rob McDonald (1959), voetballer en trainer
- Karen Briggs (1963), judoka
- Lolita Chakrabarti (1969), actrice
- Nick Barmby (1974), voetballer
- Jordan Metcalfe (1986), acteur
- Josh Tymon (1999), voetballer

## Galerij

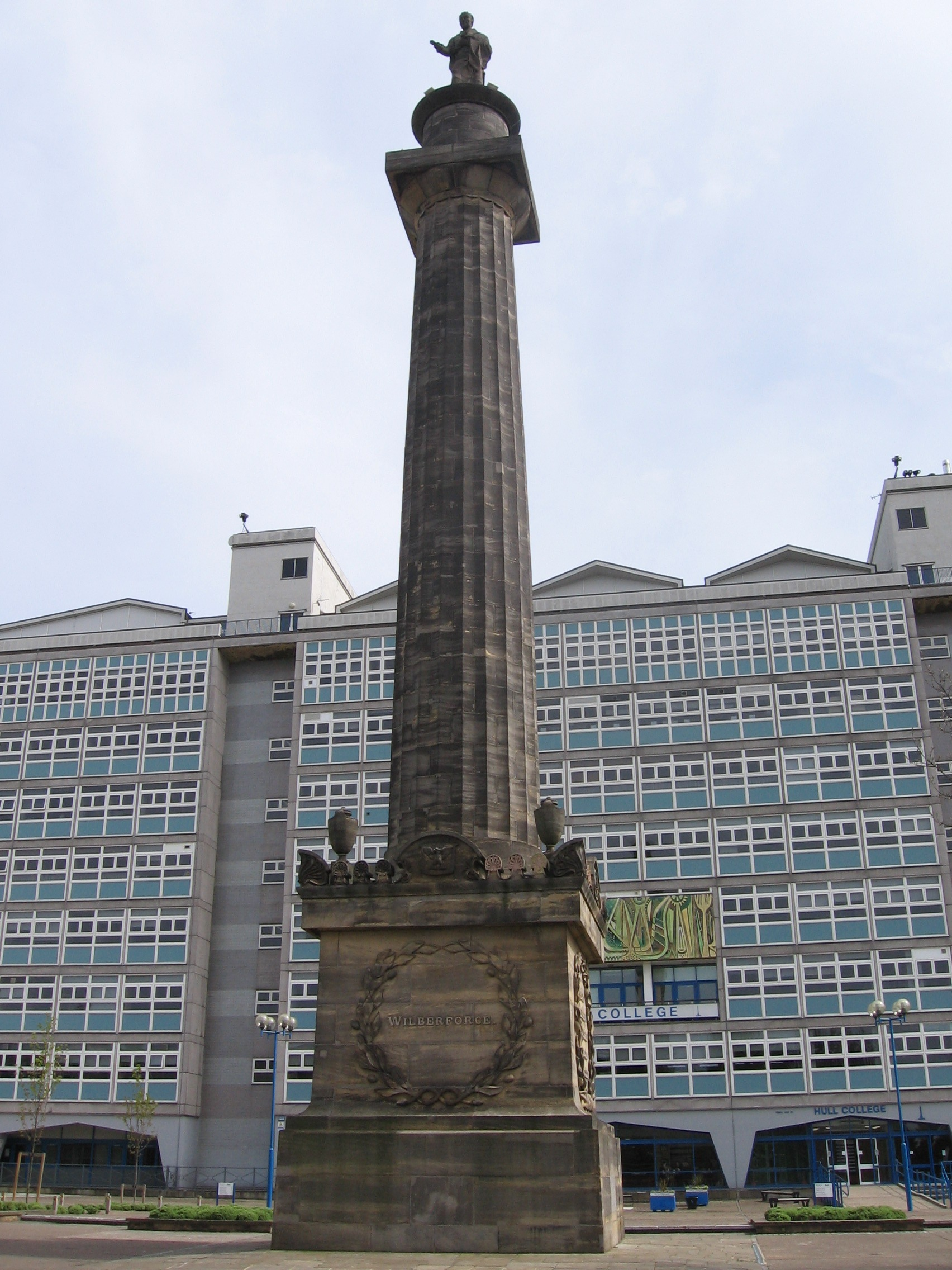
William Wilberforce gedenkteken
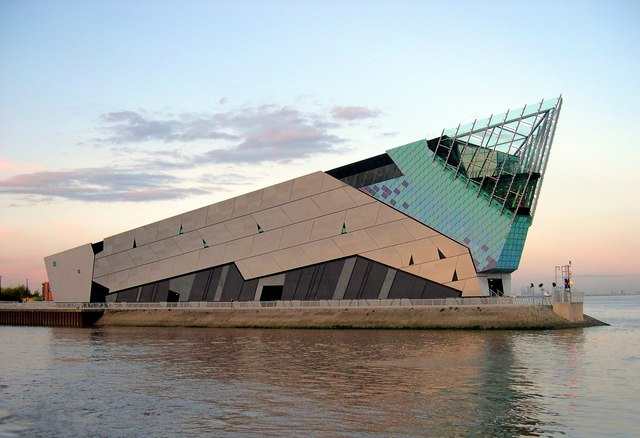
The Deep aquarium
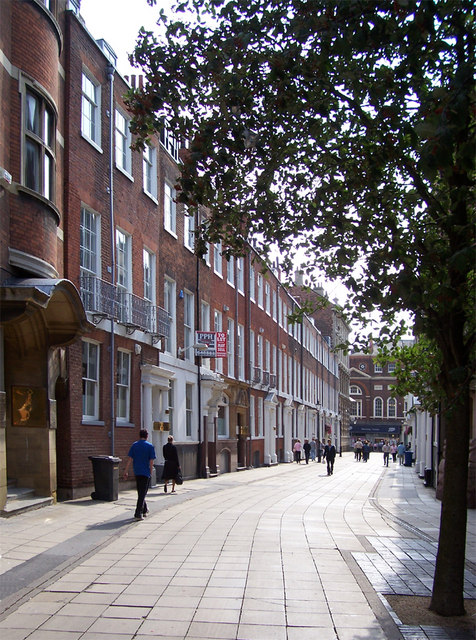
Parliament Street
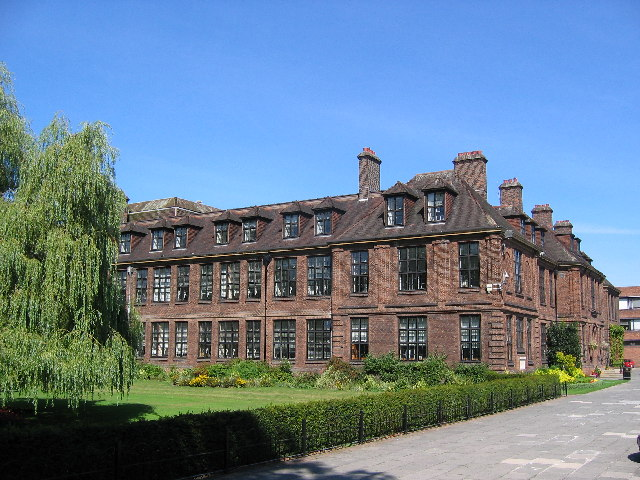
De universiteit van Hull
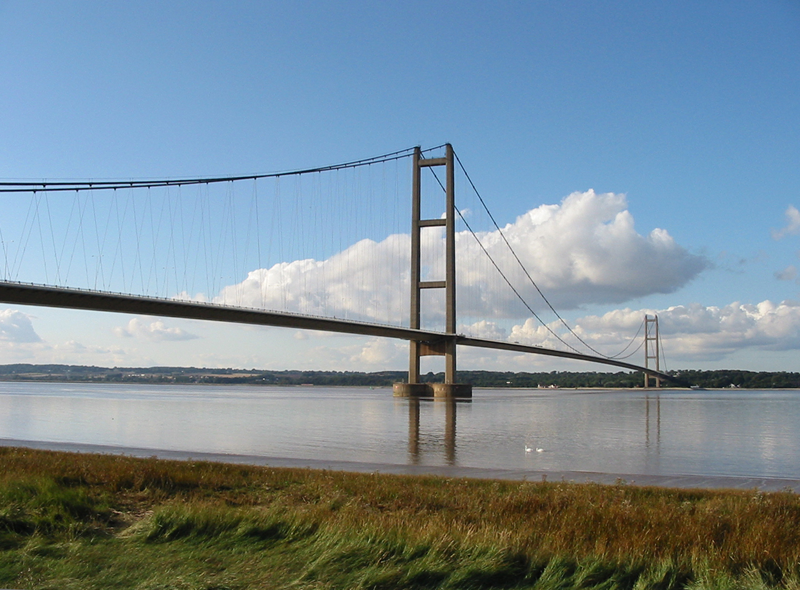
Humber-brug